# Zoysia
Genre
Zoysia est un genre de plantes monocotylédones de la famille des Poaceae, provenant de l'Asie de l'Est et du Sud-Est et de l'Océanie. Ces espèces, communément appelées « zoysia », se trouvent sur le littoral ou dans les prairies. Le nom de ce genre est un hommage au botaniste autrichien Karl von Zois.

## Liste des espèces
- Zoysia japonica Steud.
- Zoysia macrantha
- Zoysia macrostachya
- Zoysia matrella (L.) Merr.
- Zoysia minima
- Zoysia pauciflora
- Zoysia pungens
- Zoysia sinica
- Zoysia tenuifolia Willd.